# Elibia
Elibia is een geslacht van vlinders uit de onderfamilie Macroglossinae van de familie pijlstaarten (Sphingidae).

## Soorten
- Elibia dolichus (Westwood, 1847)
- Elibia linigera Boisduval, 1875